# Буэнаньо, Аминта

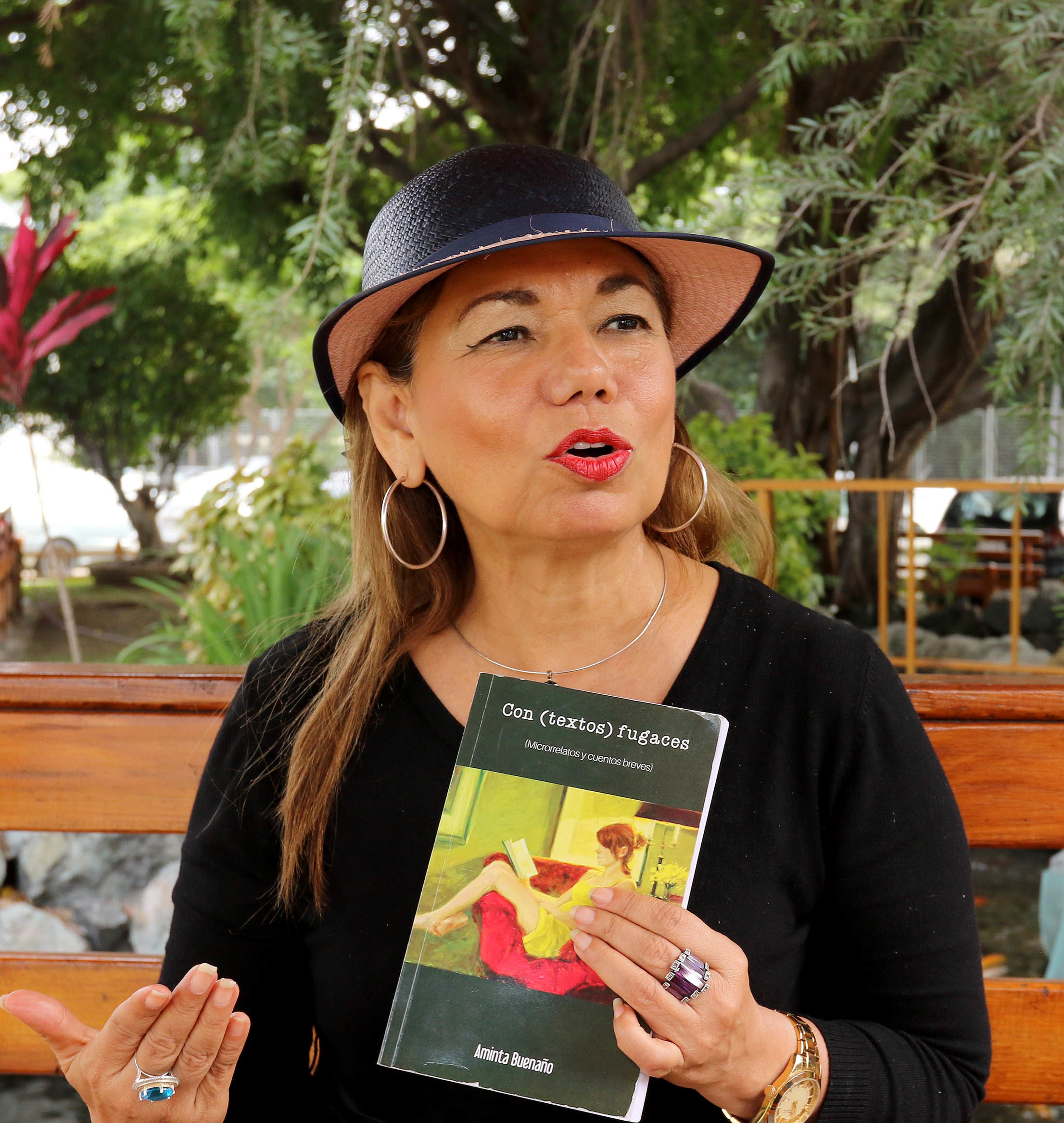
Писательница со своей книгой

Аминта Буэнаньо Ругель (род. 27 сентября 1958, Santa Lucía, Гуаяс) — эквадорская писательница и политик.

## Биография
Работала в издании El Universo в Гуаякиле. В 2007 году она присоединилась к Учредительному собранию Эквадора в качестве члена Альянса ПАИС. Была вице-президентом собрания. Участвовала в написании Конституцию Эквадора 2008 года. Продвигала статьи в защиту прав женщин и гендерного равенства. В 2011 году была назначена послом Эквадора в Испании, а в 2014 году — послом в Никарагуа.
Аминта — известная в своей стране и в Латинской Америке писательница. Крупный успех пришёл к ней благодаря публикации книги «Божественные женщины» (Mujeres divinas, 2006), в которой она предлагает взглянуть на женские переживания.

## Награды
- International Short Story Award за Jauja de Valladolid (1979).
- Премия Матильды Идальго (2002)
- National Short Story Award за Diario El Tiempo.

## Работы
- La mansión de los sueños (Guayaquil, 1985)
- La otra piel (Guayaquil, 1992)
- Mujeres divinas (2006)

### Сборники
- Mujeres ecuatorianas en el relato (1988)
- Primera Bienal del Cuento Ecuatoriano «Pablo Palacio» (Quito, 1991)
- Veintiún cuentistas ecuatorianos (Quito, 1996)
- Antología de narradoras ecuatorianas (Quito, 1997)
- 40 cuentos ecuatorianos (Quito, 1997)
- Antología básica del cuento ecuatoriano (Quito, 1998)